# Aigialosauridae
Gli aigialosauridi (Aigialosauridae) sono una famiglia di rettili semiacquatici estinti, appartenenti ai lepidosauri. Vissero tra la fine del Cretaceo inferiore e l'inizio del Cretaceo superiore (110 – 90 milioni di anni fa), anche se alcuni resti di dubbia identità risalgono al Giurassico superiore (circa 140 milioni di anni fa). I fossili di questi animali sono stati rinvenuti principalmente in Europa, ma anche in Nordamerica.

## Descrizione
Le dimensioni di questi rettili erano comprese tra 1 e 2 metri di lunghezza; il corpo era generalmente abbastanza simile a quello di una grossa lucertola, con corte zampe ai lati del corpo e una lunga coda. Il cranio era piuttosto sottile e leggero, dotato di denti aguzzi. Non vi erano particolari adattamenti per la vita acquatica se non nella struttura della pelvi, che richiama vagamente quella dei successivi mosasauridi. Alcuni esemplari, inoltre, mostrano un ispessimento delle costole (pachiostosi) caratteristico di numerosi animali acquatici (come i sirenii attuali).

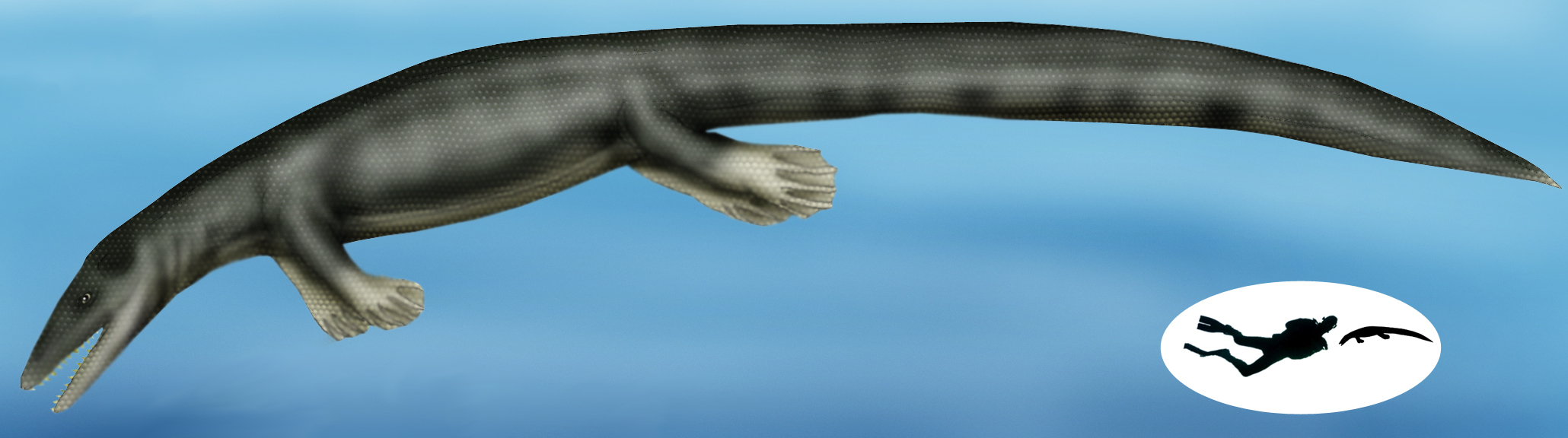
Ricostruzione di Vallecillosaurus donrobertoi

## Classificazione
Per oltre cento anni, questi animali sono stati descritti dagli studiosi come rettili semiacquatici strettamente imparentati ai varani; in gran parte degli articoli scientifici, gli aigialosauri sono stati considerati parte di un gruppo di rettili varanoidi sempre più evoluti, fino a raggiungere il massimo grado di specializzazione per una vita acquatica con la famiglia dei mosasauridi. Recenti studi, tuttavia, hanno lanciato l'ipotesi che questi animali (così come i mosasauri) non fossero affatto stretti parenti dei varani: gli aigialosauri potrebbero non essere nemmeno rappresentanti degli anguimorfi (Anguimorpha). 
La stessa classificazione all'interno della famiglia non è ben chiara, e molti studiosi attualmente ritengono che gli aigialosauridi non siano un gruppo monofiletico, ma un insieme "artificiale" di forme via via più evolute verso la famiglia dei mosasauridi.

### Generi
Gli aigialosauri sono rappresentati da una manciata di forme i cui fossili sono stati ritrovati in terreni del Cretaceo inferiore – medio nella regione dei Balcani (Aigialosaurus, Carsosaurus, Portunatasaurus, Opetiosaurus, Mesoleptos, Komensaurus), in Francia (Carentonosaurus) e in Messico (Vallecillosaurus). Alcuni presunti aigialosauri del Cretaceo superiore nordamericano (Dallasaurus, Russellosaurus) sono stati in seguito considerati membri primitivi dei mosasauridi. Un ritrovamento parziale di un presunto aigialosauro (Proaigialosaurus) proviene dal Giurassico superiore del giacimento di Solnhofen (Germania), ma l'esemplare è andato perduto.

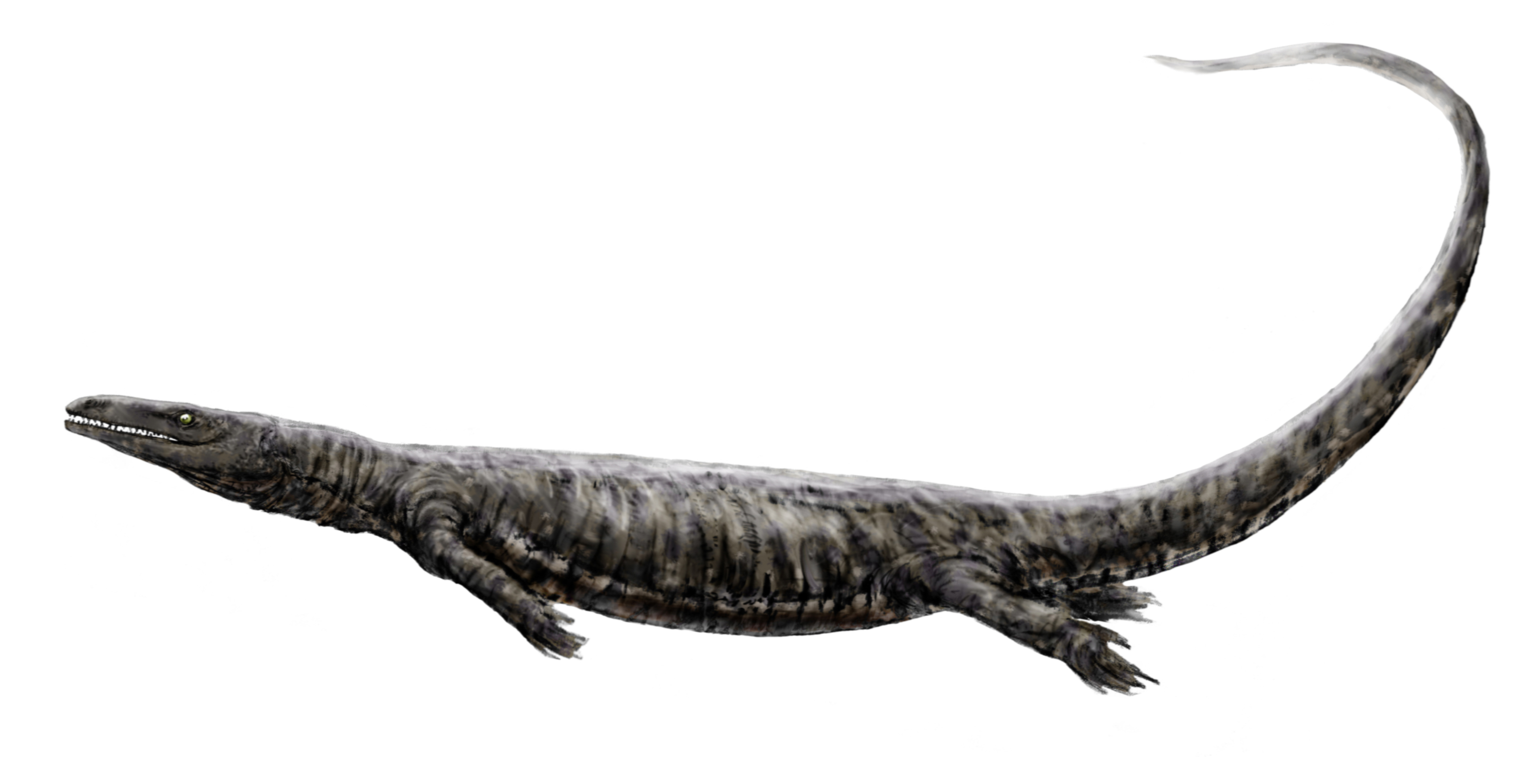
Ricostruzione di Opetiosaurus bucchichi

## Stile di vita
Rinvenuti in depositi marini costieri, i fossili degli aigialosauridi testimoniano che questi animali avevano abitudini quantomeno semiacquatiche. Una ridescrizione di Aigialosaurus, inoltre, ha mostrato che la pelvi di questo animale presentava già qualche caratteristica dei mosasauri, animali completamente marini. Inoltre, è stato ritrovato un esemplare di Carsosaurus con quattro embrioni notevolmente sviluppati e orientati in modo tale che sarebbe stata la coda a uscire per prima, per ridurre la possibilità di annegamento; questo adattamento si riscontra in altri amnioti acquatici, come i cetacei, i sirenidi e gli ittiosauri.